# Коллапс (медицина)
Колла́пс (от лат. collapsus «упавший») — угрожающее жизни состояние, характеризующееся падением кровяного давления и ухудшением кровоснабжения жизненно важных органов. У человека проявляется резкой слабостью, заострёнными чертами лица, бледностью, похолоданием конечностей. Возникает при инфекционных болезнях, отравлениях, большой кровопотере, передозировке, побочных действиях некоторых препаратов и др.
Коллапс — также одна из форм острой сосудистой недостаточности, характеризующаяся резким падением сосудистого тонуса или быстрым уменьшением массы циркулирующей крови, что приводит к уменьшению венозного притока к сердцу, падению артериального и венозного давления, гипоксии мозга и угнетению жизненных функций организма.
Коллапс может стать одним из симптомов приближения теплового удара при работе в нагревающем микроклимате.

## Причины
Острые инфекции (брюшной и сыпной тифы, менингоэнцефалит, пневмония и др.), острая кровопотеря, болезни эндокринной и нервной системы (опухоли, сирингомиелия и др.), экзогенные интоксикации (отравления окисью углерода, фосфорорганическими соединениями и др.), спинномозговая и перидуральная анестезия, ортостатическое перераспределение крови (передозировка некоторых лекарственных средств — ганглиоблокаторов, инсулина, гипотензивных препаратов и др.), острые заболевания органов брюшной полости (перитонит и др.). Коллапс может быть осложнением острого нарушения сократительной функции миокарда, объединяемого понятием «синдром малого сердечного выброса», который возникает в остром периоде инфаркта миокарда, при резко выраженной тахикардии, при глубокой брадикардии, при нарушениях функции синусового узла и др.
Имеются различия между понятиями «коллапс» и «шок». Шоком в отличие от коллапса называют реакцию организма на сверхсильное, особенно болевое, раздражение, сопровождающуюся более тяжёлыми расстройствами жизненно важных функций нервной и эндокринной систем, кровообращения, дыхания, обменных процессов и часто выделительной функции почек.

## Симптомы
Большей частью внезапно развиваются ощущения общей слабости, головокружение, больной жалуется на зябкость, озноб, жажду; температура тела снижена. Черты лица заострены, конечности холодные, кожные покровы и слизистые оболочки бледны с цианотичным оттенком, лоб, виски, иногда всё тело покрыто холодным потом, малый и слабый пульс, обычно учащённый, вены спавшиеся, АД понижено. Сердце не расширено, его тоны глухие, иногда аритмичные, дыхание поверхностное, учащённое, но, несмотря на одышку, больной не испытывает удушья, лежит с низко расположенной головой. Диурез снижен. Сознание сохранено или затемнено,  больной безучастен к окружающему, реакция зрачков на свет вялая, наблюдаются тремор пальцев рук, иногда судороги. Объём циркулирующей крови всегда снижен, часто определяются декомпенсированный метаболический ацидоз, гематокрит повышен. Дифференциальный диагноз проводится с обмороком, при котором функциональные нарушения выражены значительно слабее, АД нормальное, а также с сердечной недостаточностью, отличающейся от коллапса ортопноэ, увеличением объёма циркулирующей крови, нормальным АД.

## Виды
Виды:
1. сердечно-сосудистый коллапс (кардиогенный) — уменьшение сердечного выброса;
2. гиповолемический коллапс — уменьшение объёма крови;
3. вазодилятационный коллапс — расширение сосудов;
4. ортостатический коллапс — снижение объёма циркулирующей крови при резком изменении положения тела.

## Неотложная помощь при коллапсе
В зависимости от причины — остановка кровотечения, удаление из организма токсических веществ, применение специфических антидотов, устранение гипоксии и другое. Больного согревают, укладывают с приподнятыми ногами. Проводится трансфузия кровезаменителей (полиглюкин, гемодез, реополиглюкин, солевые растворы) и лишь по строгим показаниям — компонентов крови. Струйно в/в вводят преднизолон (60-90 мг), при недостаточном эффекте добавляют 1-2 мл 1 % раствора мезатона или капельно 1 мл 0,2 % раствора норадреналина (при геморрагическом коллапсе вазопрессорные препараты применяют только после восстановления объёма крови), 1-2 мл кордиамина, 1-2 мл 10 % раствора кофеина, 2 мл 10 % раствора сульфокамфокаина. При ацидозе в/в вводят растворы гидрокарбоната натрия (50-100 мл), 8,4 % раствора или 100—200 мл 4,5 % раствора. При синдроме малого сердечного выброса применяют противоаритмические препараты (если он обусловлен аритмией), дофамин (капельно в/в 25-100-200 мг в 5 % растворе глюкозы или изотоническом растворе хлорида натрия), экстренную электрокардиостимуляцию и другое.